# Thornley
Pour les articles homonymes, voir Georges William Thornley.
Thornley est un groupe de rock canadien.

## Histoire du groupe
Ce groupe a été formé par Ian Thornley. Cela a commencé lorsque ce dernier est retourné à Toronto en 2002 après la séparation de son ancien groupe, Big Wreck, qui était composé de David Henning, Brian Doherty et Forrest Williams. Ceux-ci étudiaient tous au même collège, Boston's Berklee College Of Music. Ils ont sorti leur premier album, In Loving Memory Of… en 1997, quatre ans après avoir commencé. La parution de leur deuxième album, 'The Pleasure and the Greed, fut en 2001. En 2002, le groupe s'est séparé.
Les membres actuels de Thornley sont Ian Thornley au chant et à la guitar, Paulo Neta de My Darkest Days à la guitare, Eric Paul du groupe Big Sugar à la batterie, et Ken Tizzard de The Watchmen à la basse.
Mais le groupe tel qu'on le connait aujourd'hui n'a pas toujours été composé des membres actuels. En fait, le groupe initial comprenait Tavis Stanley à la guitare, Ken Tizzard à la basse, et Sekou Lumumba (de Edwin & The Pressure), à la batterie. Ensemble, ils ont réalisé un album, Come Again, produit par Gavin Brown. Ils ont également sorti deux chansons, So Far So Good et Come Again. Cependant, en octobre 2005, Ken et Sekou ont quitté le groupe. Ces membres ont immédiatement été remplacés par Cale Gontier ancien technicien pour le groupe de son cousin Adam Gontier Three Days Grace et Eric Paul de Big Sugar. Par la suite, Tavis Stanley et Cale Gontier ont quitté le groupe pour aller rejoindre le groupe Art of Dying. Ken Tizzard est donc revenu à la basse et Patrick Benti a remplacé Tavis à la guitare. En 2010, Paulo Neta a remplacé Patrick à la guitare.
Le second album de Thornley, "Tiny Pictures", est en vente au Canada depuis le 10 février 2009. Ian Thornley a joué presque tous les instruments qui apparaissent sur l'album, sauf la batterie.
Le premier single de cet album est "Make Believe" et est en vente depuis le 16 décembre 2008 sur iTunes.

## Discographie

### Albums
- Come Again (2004, 604 records/Roadrunner)
- Tiny Pictures (2009, 604 records)

### Singles
- So Far So Good
- Come Again
- Easy Comes
- Beautiful
- Make Believe
- Changes
- Man Overboard